# الصراخ في وجه الشيطان (فلم)
الصراخ في وجه الشيطان (بالإنجليزية: Shout at the Devil) هو فيلم بريطاني من إخراج بيتر هانت أُنتج في عام 1976. تدور أحداث الفيلم في زنجبار شرق أفريقيا الألماني 1913–1915 في فترة الحرب العالمية الأولى

## روابط خارجية
- مقالات تستعمل روابط فنية بلا صلة مع ويكي بيانات